# Jeřabina (rozhledna)
Jeřabina je rozhledna na menší stejnojmenné vyvýšenině (německy Haselstein) v Krušných horách v okrese Most asi 20 km severně od města Mostu. Rozhledna se nachází zhruba 100 metrů vpravo od silnice III/2543 Křížatky – Mníšek. Vedou k ní dvě turistické stezky – červeně značená od jihovýchodu z Litvínova a žlutá od severozápadu z Mníšku. Rozhledna zde byla poprvé vystavěna v roce 1884, avšak byla zničena vichřicí. V roce 1929 byla sice obnovena, ale po druhé světové válce zanikla i tato. Naposledy byla obnovena v roce 2009. Z rozhledny je výhled na okolní Krušné hory, na České středohoří a Mosteckou pánev.

## Historie

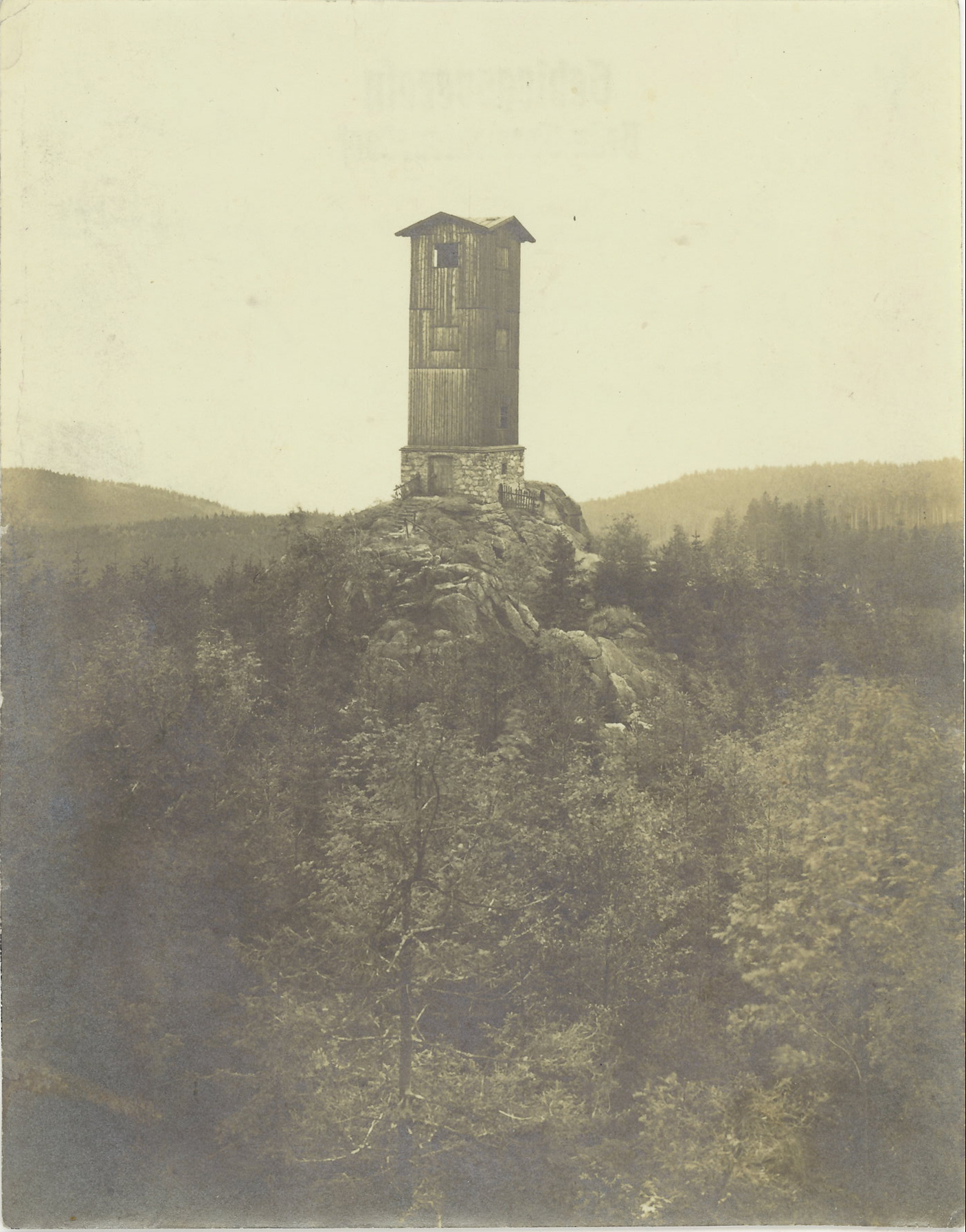
Původní rozhledna

První dřevěnou vyhlídkovou věž ve výšce 788 metrů nad mořem otevřel německý mostecký turistický spolek 9. října 1884. Jednalo se o 3 metry vysokou kamennou podezdívku, na které stála 11 metrů vysoká dřevěná nástavba s krytým vyhlídkovým ochozem. Náklady činily 1140 zlatých.
Když věž v roce 1908 poničila větrná bouře, nebyla již opravena a během první světové války byla z velké části rozebrána na stavební materiál. Po válce se německý spolek rozhodl rozhlednu obnovit a nová stavba byla otevřena v září 1929. Na původní kamenné podezdívce byl vybudován
zastřešený altán se zábradlím a rozhledna byla nazvána podle významných členů spolku Weberova a Illingova vyhlídka.
Během druhé světové války sloužilo místo jako stanoviště německé armády pro protileteckou obranu chemických závodů v Záluží. Po válce rozhledna opět zanikla, takže po ní zůstaly pouze základy z roku 1884.

## Obnova po roce 2009
Na jaře 2009 byla za finančního přispění sponzorů zahájena obnova rozhledny. Rekonstrukce respektuje podobu vyhlídkové věže z roku 1929. Slavnostní znovuotevření rozhledny pro veřejnost Jeřabina proběhlo 28. června 2009. Rozhledna je volně přístupná po celý rok.

## Horolezecká lokalita
Vrchol Jeřabiny (787,9 m n. m.) je od obnovené rozhledny vzdálen asi 100 metrů. Nachází se zde několik až 15 metrů vysokých skal, z nichž některé, jako například Psí hlava, Střecha nebo Vyhlídka jsou vyhledávané horolezci. Ve vrcholových partiích Jeřabiny bylo do roku 2004 registrováno celkem 27 kratších lezeckých cest o obtížnosti III - IV.